# Джидинский тракт
81А-007 (бывшая Р440) — российская автомобильная дорога регионального значения Гусиноозёрск — Петропавловка — Закаменск — граница с Монголией. Протяжённость — 326,4 км. Неофициальное название — Джидинский тракт.
Трасса проходит по территории Селенгинского, Джидинского и Закаменского районов Республики Бурятия. Начинается ответвлением на юго-запад от 105-го км федеральной автодороги А340 Улан-Удэ — Кяхта в 13 км южнее города Гусиноозёрска. Заканчивается на КПП «Айнек-гол» на российско-монгольской границе в 40 км западнее города Закаменска.

## Маршрут
(в скобках — расстояние до центра населённого пункта)

### Селенгинский район
- 0 км — 105-й км Кяхтинского тракта
- 6-й км — перевал Крестын-Дабан (Крестовый перевал)
- 13-й км — отворот налево на посёлок Новоселенгинск (11 км)
- 14-й км — перевал Тойон-Дабан
- 16-й км — отворот направо на село и ж/д станцию Гусиное Озеро, Тамчинский дацан (17 км)
- 22-й км — мост через реку Баян-Гол
- 26-й км — отворот налево к улусу Ехэ-Цаган (1,5 км)
- 31-й км — отворот направо на посёлок Темник (7,5 км)
- 34-й км — мост через реку Темник
- 34-й км — отдалённый квартал Мост Темник села Селендума, слева
- 34-й км — пересечение по виадуку с железнодорожной линией ВСЖД Улан-Удэ — Наушки
- 39-й км — АЗС, улус Шана (слева), отворот налево к селу Селендума (2 км)
- 40-й км — отворот направо на улус Ташир (31 км)
- 55-й км — село Сосновка, кафе
- 62-й км — Боргойский перевал, граница Селенгинского и Джидинского районов, статуя Будды Шакьямуни (слева)

### Джидинский район
- 75-й км — улус Боргой, слева
- 75-й км — отворот направо на улус Инзагатуй (10,5 км)
- 91-й км — примыкание слева автодороги на село Белоозёрск (3,5 км), далее на улус Дырестуй (30 км) и посёлок и ж/д станцию Джида (39 км)
- 92-й км — Аршан «Атаган Булаг», закусочная (слева)
- 107-й км — мост через реку Ичётуй
- 108-й км — отворот направо к улусу Додо-Ичётуй (1 км)
- 115-й км — село Петропавловка, АЗС (слева)
- 116-й км — центр села Петропавловка, магазины, закусочные
- 121-й км — мост через реку Гэгэтуй
- 122-й км — село Булык, слева
- 122 км — отворот направо к улусу Гэгэтуй (5 км), Сартул-Гэгэтуйский дацан (6,5 км)
- 133-й км — улус Нижний Бургалтай, слева
- 135-й км — отворот направо на улус Верхний Бургалтай (6 км)
- 136-й км — мост через реку Бургалтай

- 143-й км — село Оёр, слева
- 151-й км — мост через реку Торей

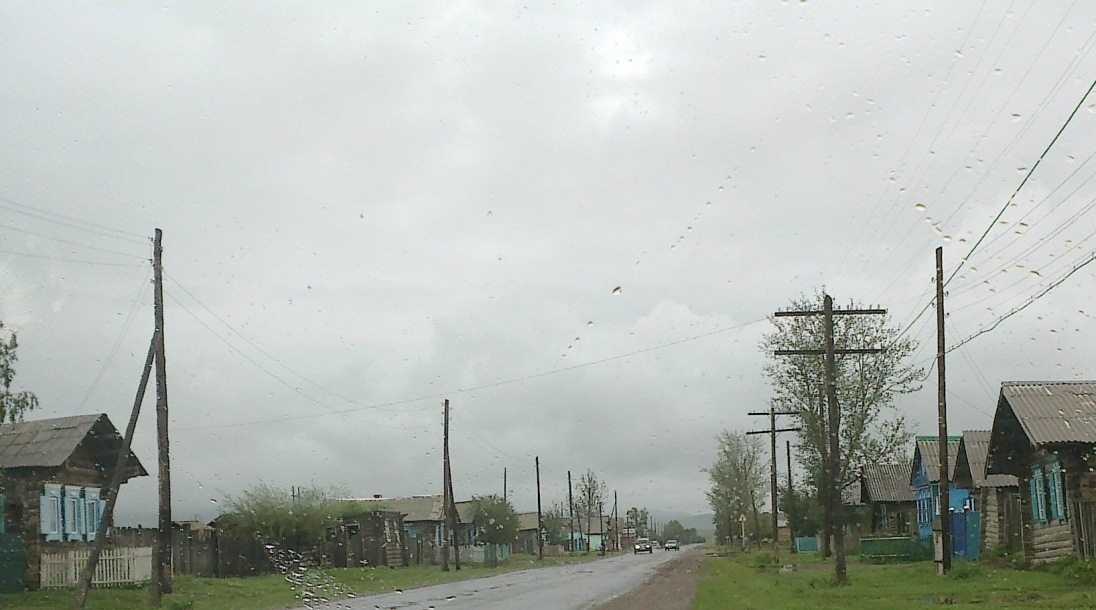
Трасса в селе Нижний Торей

- 154-й км — отворот направо на село Верхний Торей (13,5 км)
- 155-й км — село Нижний Торей

- 158-й км — село Шартыкей

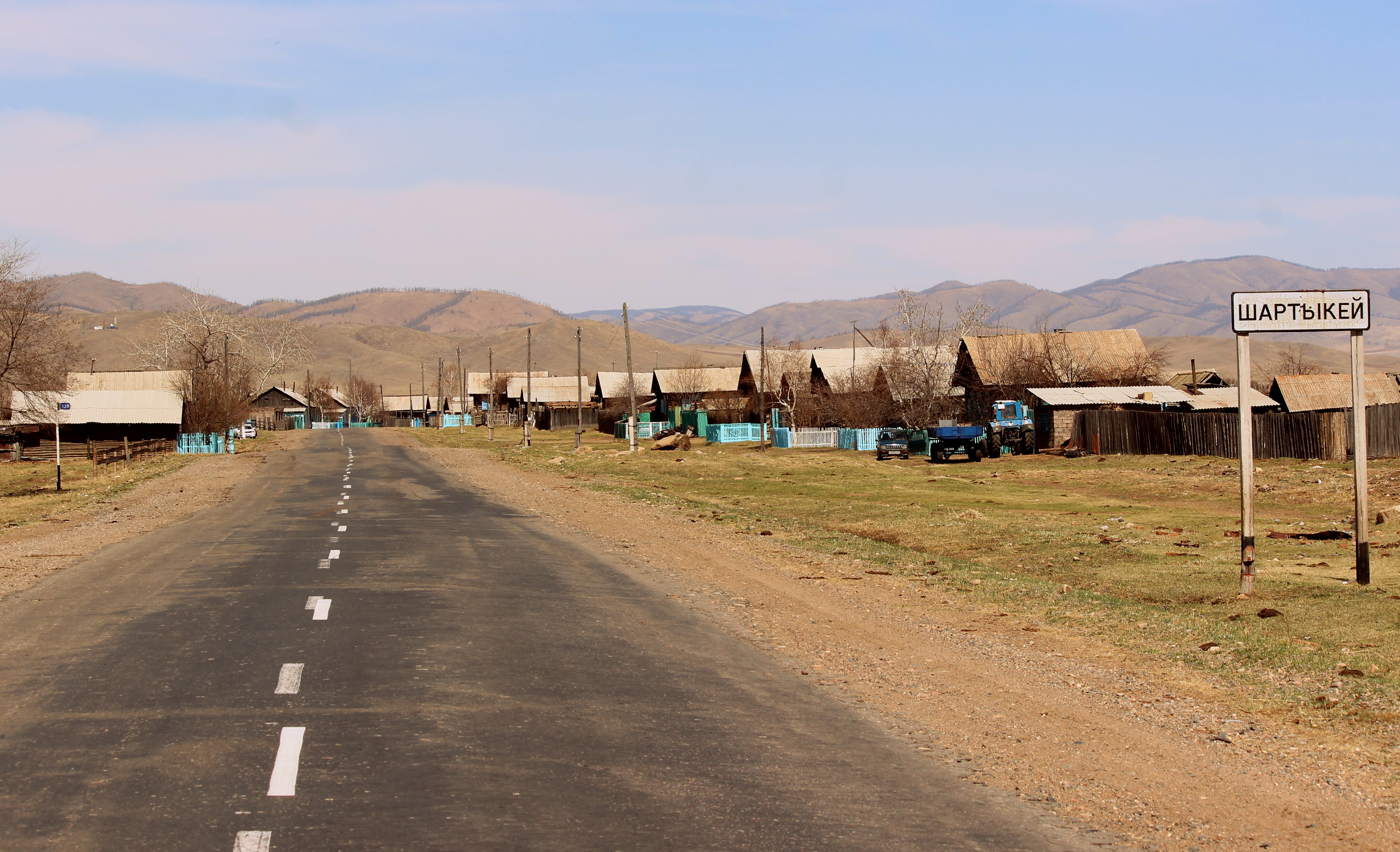
Трасса в селе Шартыкей

- 170-й км — отворот налево на село Хулдат (3 км, за рекой Джида)
- 170 км — отворот направо на село Подхулдочи (9 км)
- 177-й км — отворот направо на село Армак (6,5 км)
- 178-й км — мост через реку Армак
- 180-й км — село Нарын
- 187-й км — мост через реку Улятуй, граница Джидинского и Закаменского районов

### Закаменский район
- 190-й км — село Харацай, слева

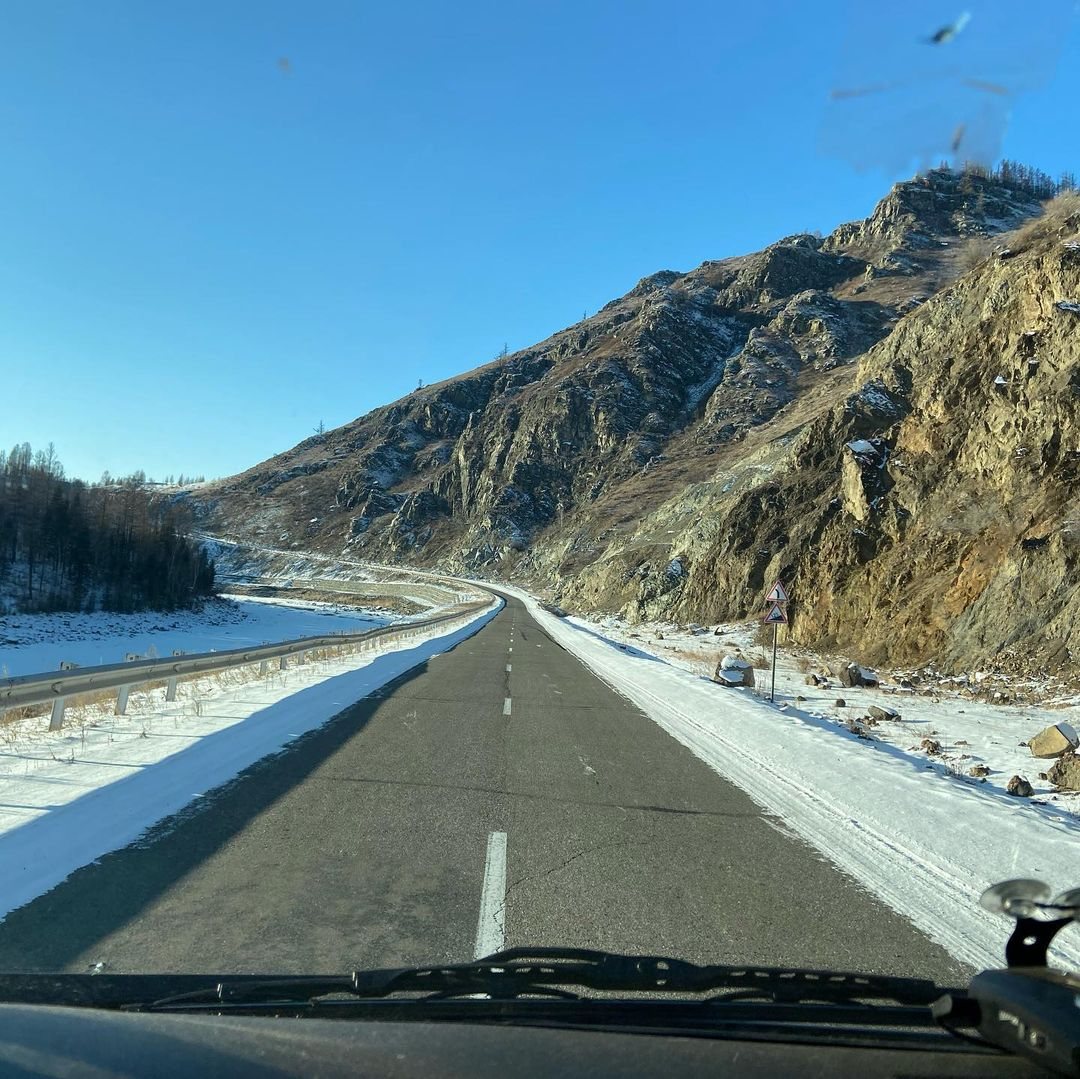
Автодорога Закаменск-Улан-Удэ в местности Юхта

- 205-й км — улус Улекчин, мост через реку Улекчин
- 218-й км — отворот налево к селу Михайловка (1,5 км)
- 222-й км — улус Усть-Бургалтай
- 230-й км — отворот направо на улус Хуртага (4 км)
- 231-й км — мост через реку Хуртага
- 237-й км — отворот налево к посёлку Усановка (1,8 км)
- 239-й км — село Хамней, слева
- 248-й км — улус Бургуй, справа
- 250-й км — мост через реку Хамней
- 262-й км — село Цакир, слева
- 268-й км — отворот направо к улусу Ехэ-Цакир (1,5 км)
- 272-й км — мост через реку Хурай-Цакир
- 279-й км — улус Дутулур, справа
- 280-й км — аэродром «Закаменск», справа
- 281-й км — мост через реку Джида
- 285-й км — город Закаменск, АЗС (слева)
- 285-й км — мост через реку Модонкуль
- 287-й км — въезд в центральную часть города Закаменск (прямо), отворот направо по трассе на улус Нурта
- 303-й км — улус Нурта, слева
- 326,4 км — КПП «Айнек-гол»